# طواف سويسرا 1995
طواف سويسرا 1995 (بالإنجليزية: 1995 Tour de Suisse)‏  هو سباق دراجات هوائية، وهو الموسم رقم 59 من السباق، وأقيم خلال الفترة 13 يونيو 1995، وحتى 22 يونيو 1995، وهو من نوع سباق المرحلة.
فاز فيه بالمركز الأول بافل تونكوف، وبالمركز الثاني أليكس تسولي، وبالمركز الثالث Zenon Jaskuła ‏، والفائز في ترتيب التسلق  أليكس تسولي، والفائز حسب ترتيب النقاط ليوناردو بيبولي.

## الفائزون
| الترتيب    | الفائز          |
| ---------- | --------------- |
| الفائز     | بافل تونكوف     |
| الثاني     | أليكس تسولي     |
| الثالث     | Zenon Jaskuła ‏  |
| حسب النقاط | أليكس تسولي     |
| تسلق الجبل | ليوناردو بيبولي |